# Weardale
 (signalé en mai 2025).
Si vous disposez d'ouvrages ou d'articles de référence ou si vous connaissez des sites web de qualité traitant du thème abordé ici, merci de compléter l'article en donnant les références utiles à sa vérifiabilité et en les liant à la section « Notes et références ».
- Archive Wikiwix
- Bing
- Cairn
- DuckDuckGo
- E. Universalis
- Gallica
- Google
- G. Books
- G. News
- G. Scholar
- Persée
- Qwant
- (zh) Baidu
- (ru) Yandex
- (wd) trouver des œuvres sur Wikidata

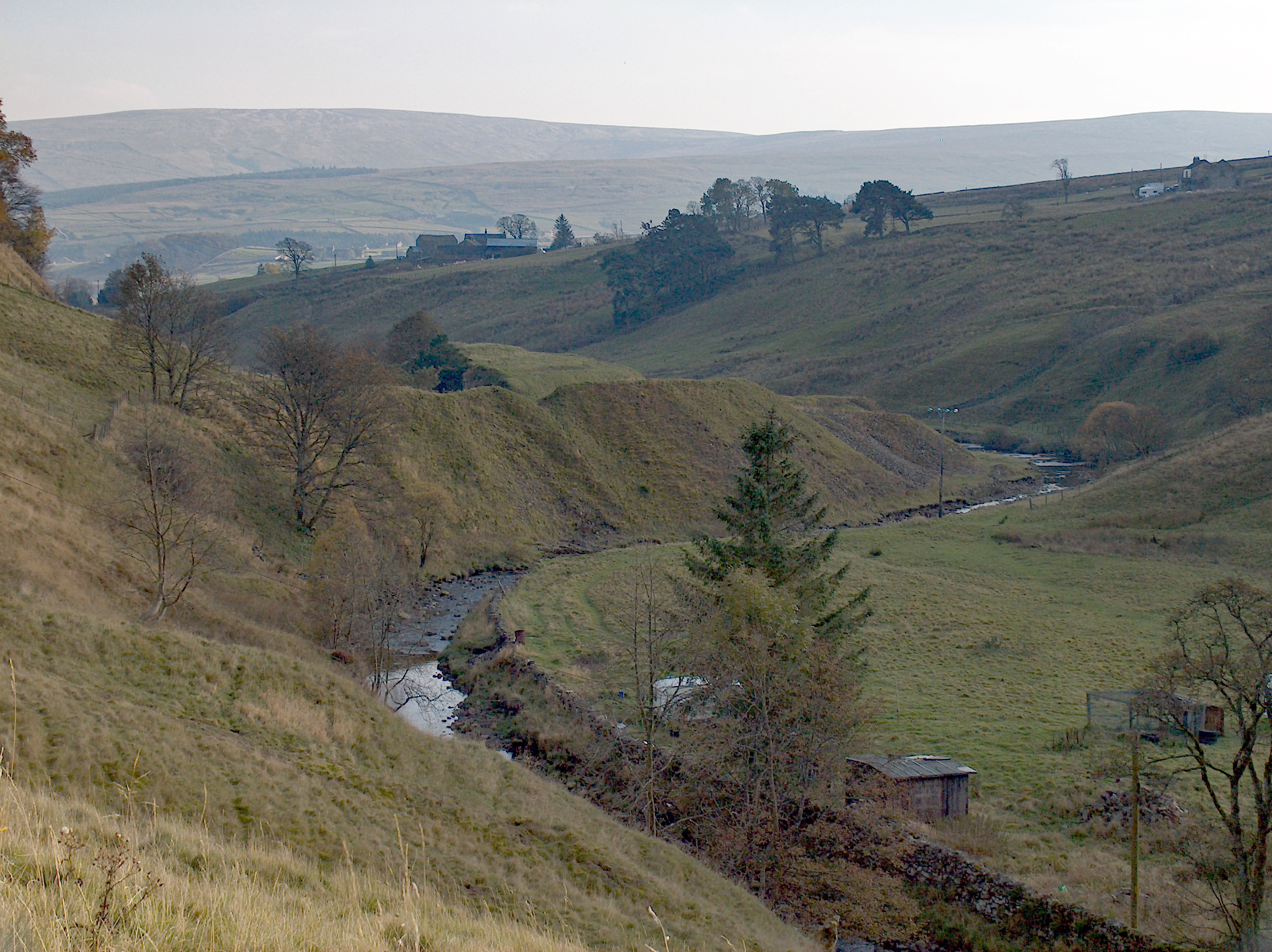
Paysage près de la source de la Wear, à Wearhead.

Le Weardale est une région naturelle du comté de Durham, dans le Nord de l'Angleterre.
Comme son nom l'indique, il correspond à la vallée de la Wear, fleuve qui prend sa source dans le massif des Pennines et se jette dans la mer du Nord à Sunderland après avoir traversé la ville de Durham. Les autres localités majeures du Weardale sont Bishop Auckland, Crook, Stanhope et Wolsingham.
Une partie de la vallée est protégée en tant que partie de l'Area of Outstanding Natural Beauty des North Pennines.